# ゴーストバスターズ/フローズン・サマー
『ゴーストバスターズ/フローズン・サマー』（原題：Ghostbusters: Frozen Empire）は、2024年のアメリカ合衆国のスーパーナチュラル・SFコメディ映画。

## 概要
ジェイソン・ライトマンとギル・キーナンが共同で執筆した脚本を基に、キーナンが監督を務める。『ゴーストバスターズ/アフターライフ』（2021年）の続編であり、ゴーストバスターズシリーズとしては第5作目に相当する。本作では、フィン・ウルフハード、マッケナ・グレイス、セレステ・オコナー、キャリー・クーン、ポール・ラッド、アーニー・ハドソンが前作に引き続き出演し、新たにクメイル・ナンジアニ、パットン・オズワルト、ジェームズ・エイキャスター、エミリー・アリン・リンドなどがキャスト陣に名前を連ねている。
『アフターライフ』の成功を受けて、ソニーは2022年4月の段階で続編の製作決定を発表し、再びジェイソン・ライトマンが監督を務めることを明かした。しかし、2022年12月にギル・キーナンがライトマンから同作の監督を引き継ぐことと、キャスト陣の続投が明らかとなった。その後、2023年3月に、クメイル・ナンジアニ、パットン・オズワルト、ジェームズ・エイキャスター、エミリー・アリン・リンドを含む新キャストが発表され、同月には撮影が開始された。
そして2024年3月29日にソニー・ピクチャーズ・リリーシング配給のもとで日米同時、劇場限定で公開された。
なお、これまでシリーズに携わってきたアイヴァン・ライトマンが2022年に死去したため、エンドクレジット前では「アイヴァンに捧ぐ」という一文がある。

## あらすじ
オクラホマ州サマーヴィルで、破壊の神ゴーザが復活した事件から2年。ゴーザを倒したスペングラー家の面々はニューヨークに移り、新生ゴーストバスターズとして日々を忙しく過ごしていた。しかし、一家の娘であるフィービーはまだ15歳であることを理由に、母のキャリーや義父のゲイリーからメンバーを外れるよう言われてしまう。自身を対等に見てくれない家族にフィービーは不満を募らせ、義父であるゲイリーはそんな彼女との関わり方に思い悩む。そんなある日、かつてゴーストバスターズの一員であったレイの元に、1人の男性が不思議な球体を持って現れる。真鍮で出来たそれには、あらゆるものを凍らせる力を持つ最強のゴースト・ガラッカが封じ込められていた。手下のゴーストによって封印は解かれ、ついに復活を果たしたガラッカ。街が凍りついていく中、フィービーたちは団結して世界の命運をかけた戦いに挑む。

## 登場人物
※括弧内は日本語吹替。

### 新世代ゴーストバスターズ
フィービー・スペングラー
演 - マッケナ・グレイス（上白石萌歌）
初代ゴーストバスターズであるイゴン・スペングラー博士の孫で新世代組における今作の中心人物。天才的な頭脳の持ち主だが、まだ15歳であることを理由にメンバーから外されてしまい、不満を募らせる。
トレヴァー・スペングラー
演 - フィン・ウルフハード（梶裕貴）
フィービーの兄。怖がりだが家族思いの青年。屋根裏部屋に住み着いているスライマーに悩まされる。
キャリー・スペングラー
演 - キャリー・クーン（朴璐美）
フィービーたちの実母であり、イゴン・スペングラー博士の娘。フィービーをメンバーから外そうとして、彼女との間に溝ができてしまう。
ゲイリー・グルーバーソン
演 - ポール・ラッド（木内秀信）
元教師。前作の一件を経てキャリーと結婚したが、義娘となった元生徒のフィービーとの関わり合い方に悩んでいる。

### 初代ゴーストバスターズ
レイモンド・スタンツ博士
演 - ダン・エイクロイド（玄田哲章）
初代ゴーストバスターズのメンバーで、旧世代組における今作の中心人物。現在はオカルト書店を経営しつつ、ポッドキャストとYoutubeチャンネルも営んでいる。ナディームから不思議な球体を買い取り、その真実を突き止めるためフィービーやポッドキャストと共に調査を行う。
ピーター・ヴェンクマン博士
演 - ビル・マーレイ（安原義人）
初代ゴーストバスターズのリーダーの元心理学者。現在の主な活動は不明だが、“ある場所”に留守番電話を残すことで連絡を取れる。
ウィンストン・ゼドモア博士
演 - アーニー・ハドソン（菅原正志）
初代ゴーストバスターズのメンバーで現在は事業家。実家の消防署を買い戻し「ゴースト研究所」を設立。ゴーストの捕獲と研究に力を入れている。
ジャニーン・メルニッツ
演 - アニー・ポッツ（安達忍）
ゴーストバスターズ社の元受付嬢。今作では亡きイゴン・スペングラー博士に代わってゴーストバスターズのユニフォームや装備を纏い、他のメンバーと共にガラッカに立ち向かう。

### その他
ラッキー・ドミンゴ
演 - セレステ・オコナー（日笠陽子）
トレヴァーの恋人である少女。ゴースト研究所のインターンとしてニューヨークを訪れていた。
ポッドキャスト
演 - ローガン・キム（高山みなみ）
フィービーの友人。親には内緒でレイモンドの書店の手伝いをしている。好奇心旺盛であり、レイモンドやフィービーと共に球体の調査を行う。
ウォルター・ペック市長
演 - ウィリアム・アザートン（森田順平）
現在のニューヨーク市長だが、連邦環境保護局の支局長時代に旧世代ゴーストバスターズに辛酸を舐めさせられた過去を持つ。その事を逆恨みしており、新世代ゴーストバスターズがゴースト捕獲の際に公共物を破壊すること、それに未成年のフィービーが参加していることを良いことにゴーストバスターズを排斥しようとする。
ナディーム・ラズマディ
演 - クメイル・ナンジアニ（山口りゅう）
レイモンドの店に、祖母の遺品だという骨董品を持ち込んだ男性。
かつてガラッカを封印したとされるファイアマスターの末裔であることが明かされ、なし崩し的にその能力を武器にガラッカと戦うことになる。
ヒューバート・ワルツキー博士
演 - パットン・オズワルト（西村太佑）
古代言語に詳しいニューヨーク市立図書館の司書。ガラッカの詳細をレイモンドたちに教える。
ラーズ・ピンフィールド博士
演 - ジェームズ・エイキャスター（長田庄平〈チョコレートプラネット〉）
ゴースト研究所のエリート研究員。慇懃無礼な口調が目立つが、物体からゴーストを引き剥がす装置の開発を行うなど、その実力は本物。
ガラッカの球体の冷気で腕を負傷する。

## ゴースト
ガラッカ
声 - イアン・ホワイト（松尾駿〈チョコレートプラネット〉）
何もかもを凍らせる“デス・チル”の力を持つゴースト。かつてはとある王朝の守護神として仕えていたものの、王に謀反を疑われた結果、角を折られ始末されそうになった。そのことを機にデス・チルの力で一瞬にして王朝を滅ぼし、アジア全土を制圧したが、真鍮と火の力によってゴーストオーブの中に封印されていた。ゴーザと同様にゴーストを唆し、操る事で再び復活を目論み、消防署のゴースト保管庫のゴーストの解放を目的に本部で新旧ゴーストバスターズ全員を冷気で圧倒する。
通常のプロトンビームを冷気で無効化する能力を有する。
メロディ
演 - エミリー・アリン・リンド（本田真凜）
少女のゴースト。火災で亡くなったと語っており、その影響か顔から下の全身に青白い炎がゆらめいている。公園で1人チェスに興じていたフィービーと出会い、彼女と親友になる。
しかし裏では一緒に死んだ家族に会うためにガラッカのあの世のゲートの解放に荷担しており、それとフィービーとの友情で逡巡することになる。
ゴーストドラゴン
ドラゴン型の巨大なゴースト。空高く飛ぶことができる。
ポゼッサー
非生物ならば何でも取り憑く事ができるゴースト。赤いレーザーポイントのような外見をしている。目にも止まらない速さで次々に物から物へと移動するため、捕まえるのは非常に困難。
スライマー
旧作にも登場したゴーストと同族の何でも食べてしまう悪食のゴースト。本部の消防署の屋根裏に住み着いており、トレヴァーを悩ませる。人間を見ると突進していくが、すり抜けてスライムまみれにする以外に危害は加えてこない。
ライブラリー・ゴースト
旧作にも登場した、ニューヨーク市立図書館に出没する老女のゴースト。静かにしていないと恐ろしい形相となって威嚇してくる。
ミニマシュマロマン
前作から登場した、かつて旧世代ゴーストバスターズが倒したマシュマロマンのミニチュアサイズのようなゴースト。市販品のマシュマロから大量発生し、愛くるしい見た目に反して過激ないたずらを働く。現在はレイの店に住み着いているが、かつて彼らの被害に遭ったポッドキャストからは忌み嫌われている。

## 製作
2021年12月に映画『ゴーストバスターズ/アフターライフ』が公開されたことを受け、ダン・エイクロイドは、オリジナル『ゴーストバスターズ』チームのうちの存命キャストを最大でも3本の続編に出演させるという企画に対して関心を寄せたことが明らかとなった。
2022年4月、『ゴーストバスターズ/アフターライフ』（2021年）の続編が、ソニー・ピクチャーズで初期の開発段階にあることが発表された。
2022年6月、ジェイソン・ライトマン監督により『Firehouse』というワーキングタイトルで製作されることが決定した。同月、続編の舞台がニューヨークになることが発表された。2022年6月28日、ハリウッド・リポーター誌は、本作が2023年12月20日に公開されると報じた。同年10月5日、マッケナ・グレイスの続投が明らかとなった。翌月、アーニー・ハドソンは本作の脚本を読んだことを明らかにした。
2022年12月、ジェイソン・ライトマンが本作の監督から降板し、その後任として、ギル・キーナンが監督に就任することが発表された。ただし、ライトマンは依然として脚本執筆に携わり、プロデューサーとして本作に関与することとなった。また、ポール・ラッドやフィン・ウルフハード、キャリー・クーンの続投も発表された。その後、2023年3月には、クメイル・ナンジアニやパットン・オズワルト、ジェームズ・エイキャスター、エミリー・アリン・リンドが本作に出演することが発表された。

### 撮影
2023年3月20日に『Firehouse』というワーキングタイトルで主要撮影が始まり、エリック・スティールバーグが撮影監督を務めた。

## 公開
本作は、2024年3月29日にソニー・ピクチャーズ・リリーシングから日米同時公開される予定となっている。当初は2023年12月20日に公開予定としていたが、同年7月から行われている俳優組合のSAG-AFTRAによるストライキの影響で配給会社のソニー・ピクチャーズ エンタテインメント作品の公開スケジュールが同月に見直されたため、本来は『スパイダーマン:ビヨンド・ザ・スパイダーバース』の公開が予定されていた日時に変更となった。

## 評価
2024年4月1日に発表された日本の週末興行成績ランキングでは、初登場第5位にランクインした。
Rotten Tomatoesによれば、300件の評論のうち高評価は42%にあたる126件で、平均点は10点満点中5.2点、批評家の一致した見解は「『ゴーストバスターズ/フローズン・サマー』はオリジナル作品のファンには懐かしさを刺激する楽しさをある程度提供してくれるが、キャストが多すぎることと驚くほどシリアスな雰囲気のせいで、この続編は真価を発揮できていない。」となっている。
Metacriticによれば、50件の評論のうち、高評価は12件、賛否混在は29件、低評価は9件で、平均点は100点満点中46点となっている。